# NGC 5731
NGC 5731 is een spiraalvormig sterrenstelsel in het sterrenbeeld Ossenhoeder. Het hemelobject werd op 9 april 1787 ontdekt door de Duits-Britse astronoom William Herschel.

## Synoniemen
- IC 1045
- ZWG 220.45
- UGC 9460
- KCPG 430B
- MCG 7-30-47
- IRAS 14382+4259
- PGC 52409